# Scrapter carysomus
Scrapter carysomus là một loài Hymenoptera trong họ Colletidae. Loài này được Davies mô tả khoa học năm 2005.